# Kariakoo
Kariakoo è un villaggio nella zona di Dar es Salaam, in Tanzania; appartiene amministrativamente alla città-regione di Dar, e in particolare costituisce una della circoscrizioni (ward) del distretto di Ilala. È un'area abitata principalmente da neri, ed è particolarmente nota per il grandissimo mercato alimentare (il più grande di Dar), che si sviluppa su numerosi quartieri e contribuisce in maniera sostanziale al rifornimento di cibo della città. Fino a pochi anni fa Kariakoo era anche la sede di un importante terminal di autobus, in seguito trasferito a Ubungo.
Sebbene quella di Kariakoo sia tradizionalmente una zona poco sviluppata (fu adibita a township per le masse di neri non abbienti negli anni della segregazione razziale), oggi ci sono quartieri residenziali, attività commerciali, officine, e persino grandi alberghi, che stanno gradualmente sostituendosi alle capanne di fango e alle baracche.
Ryszard Kapuściński ha narrato la sua esperienza di vita a Kariakoo nel libro Ebano.

## Storia
Nella zona dell'odierna Kariakoo esisteva già in epoca precoloniale un villaggio di grandi dimensioni, che nel tempo subì numerose razzie da parte dei commercianti arabi di schiavi. Nella seconda metà del XIX secolo parte dell'area costituiva una grande shamba (fattoria) di proprietà del sultano di Zanzibar. Nei primi tempi del colonialismo tedesco nell'area, un certo Schoeller acquistò circa 200 ettari di terreno, su cui concesse agli africani di stabilirsi, in cambio di una retta in denaro. Nel frattempo, Dar es Salaam conosceva un periodo di primo sviluppo; mentre i coloni bianchi si stabilivano a Oyster Bay e in altre zone dei dintorni, Kariakoo divenne il principale insediamento di neri dell'area cittadina. Nel 1913, 15 000 dei 24 000 africani di Dar es Salaam vivevano a Kariakoo.
Nel 1914, l'amministrazione tedesca acquistò l'area di Kariakoo da Schoeller allo scopo di trasformarla in una township nera, secondo la politica di segregazione razziale che stava entrando in vigore nell'Africa Orientale Tedesca. Schoeller fu pagato 500 000 rupie. Il governo fece edificare l'intera zona con abitazioni in cemento armato da destinarsi agli africani. Nello stesso periodo venne creato il mercato; l'avvento della prima guerra mondiale, tuttavia, ne fece rimandare l'apertura.
Nel 1916, quando i britannici conquistarono Dar es Salaam, stabilirono i propri depositi di rifornimenti presso il mercato. Fu proprio in quest'epoca che la zona acquisì il nome di "Kariakoo", nato dalla deformazione del nome delle truppe coloniali britanniche, i "Carrier Corps".
Il mercato originariamente costruito dai tedeschi fu finalmente aperto nel 1923 per volere del governatore britannico, e da allora non ha mai smesso di funzionare. Negli anni settanta ha subito un notevole ammodernamento, con l'introduzione di sistemi centralizzati di surgelazione e altre innovazioni infrastrutturali.